# Лясомін
Лясомін (пол. Lasomin) — село в Польщі, у гміні Сенниця Мінського повіту Мазовецького воєводства.
Населення — 113 осіб (2011).
У 1975-1998 роках село належало до Седлецького воєводства.

## Демографія
Демографічна структура станом на 31 березня 2011 року:
|          | Загалом | Допрацездатний вік | Працездатний вік | Постпрацездатний вік |
| -------- | ------- | ------------------ | ---------------- | -------------------- |
| Чоловіки | 54      | 9                  | 37               | 8                    |
| Жінки    | 59      | 15                 | 28               | 16                   |
| Разом    | 113     | 24                 | 65               | 24                   |